# Howard Nemerov
Howard Nemerov (New York, 29 febbraio 1920 – University City, 5 luglio 1991) è stato un poeta statunitense nominato per due volte Poeta laureato degli Stati Uniti, dal 1963 al 1964 e di nuovo dal 1988 al 1990.
Vinse il National Book Award, il Premio Pulitzer per la poesia e il Premio Bollingen con la raccolta The Collected Poems of Howard Nemerov. Era fratello della fotografa Diane Nemerov Arbus e padre dello storico dell'arte Alexander Nemerov, professore di storia dell'arte alla Yale University.

## Biografia
Nasce a New York, figlio di David e Gertrude Nemerov. Il padre si interessa di arte, pittura, filantropia e fotografia, talenti e interessi che senza dubbio hanno una certa influenza sul figlio. Il giovane Howard cresce in un ambiente newyorkese piuttosto sofisticato e frequenta la Ethical Culture's Fieldston School. Diplomatosi nel 1937 con ottimi voti - mentre inoltre fa parte della squadra di football come fullback di riserva - si iscrive all'Università Harvard dove, nel 1940 riceve il Premio Bowdoin e consegue una laurea triennale. Durante la seconda guerra mondiale presta servizio come pilota d'aereo, prima nella Royal Canadian Air Force e poi nelle forze aeree statunitensi. Nel 1944 si sposa e dopo la guerra, guadagnato il grado di Primo tenente, fa ritorno a New York con la moglie per completare il suo primo libro.
Nemerov inizia quindi ad insegnare, prima all'Hamilton College e in seguito al Bennington College, alla Brandeis University e infine alla Università Washington a Saint Louis dove mantiene il titolo di Illustre professore di inglese e Illustre poeta residente dedicato a Edward Mallinckrodt dal 1969 alla morte.
Muore di cancro nel 1991 a University City, nel Missouri. Nel 1994 in suo onore è stato istituito il Premio per il sonetto Howard Nemerov, premio al quale concorrono ogni anno circa 3.000 sonetti.

## Premi e conseguimenti
Nemerov ha ricevuto numerosi premi e borse di studio come quelle dell'Academy of American Poets e la Guggenheim Fellowship della Fondazione Guggenheim, il National Endowment for the Arts, la National Medal of Arts, il Premio Bollingen per la poesia e il primo Premio Aiken Taylor per la poesia americana moderna.
Nemerov prestò servizio come poetry consultant della Biblioteca del Congresso nel 1963 e 1964, come Cancelliere dell'Accademia dei Poeti Americani a partire dal 1976 e come Poeta laureato degli Stati Uniti dal 1988 al 1990. Nel 1990 è stato introdotto nella St. Louis Walk of Fame.

## Poetica
Nemerov componeva in uno stile formalista. Scrisse quasi esclusivamente versi con forma e metrica ben definita. Conosciuto per la sua tecnica meticolosa e raffinata, il suo lavoro ha anche la fama di poesia spiritosa e giocosa. È stato paragonato a John Hollander e Philip Larkin.
A Primer of the Daily Round è la sua poesia più frequentemente scelta per essere inserita nelle antologie ed è un lavoro davvero rappresentativo dello stile poetico di Nemerov. Si tratta di un sonetto elisabettiano, che bene esemplifica la creatività per cui Nemerov è famoso.

## Opere

### Poesia
- The Image of the Law (1947)
- The Salt Garden (1955)
- Mirrors and Windows (1958)
- The Blue Swallows (1967)
- The Winter Lightning: Selected Poems (1968)
- The Collected Poems of Howard Nemerov (1977)
- Trying Conclusions: New and Selected Poems, 1961-1991 (1991)
- Grace to be Said at the Supermarket

### Prosa
- The Melodramatists (1949)
- Federigo: Or the Power of Love (1954)
- The Homecoming Game (1957)